# Gorica (tvornica)
Gorica je bila hrvatska tvornica emajliranoga, pocinčanoga i brušenoga posuđa. Utemeljio ju je zagrebački poduzetnik Milan Arko 1928. godine, po kojemu je nosila prvo ime Arko-emajl. Nakon Drugog svjetskog rata, poduzeće je nacionalizirano, a od 1946. djelovalo kao Metalna industrija Gorica. Proizvodni pogoni bili su na više mjesta, a zadnji se nalazio od 1974. u Dugom Selu, dok je upravna zgrada bila u Šubićevoj 55 u Zagrebu. Tvornica je 1990. godine imala oko 1200 zaposlenih, u okviru tvorničkog kompleksa energanu, veliki kemijski laboratorij i proizvodni pogon, dizajnerski odjel i skladište za robu. U 1990-im godinama zbog loše poslovne politike tvornica je odvedena u stečaj i likvidirana 2001. godine.